# Onychiuroides quadripapillatus
Onychiuroides quadripapillatus is een springstaartensoort uit de familie van de Onychiuridae. De wetenschappelijke naam van de soort is voor het eerst geldig gepubliceerd in 1965 door Rusek.